# Kees Schalker
Cornelis Johannes Pieter (Kees of Cees) Schalker ('s-Gravenhage, 31 juli 1890 – Waalsdorpervlakte, 13 januari 1944) was een Nederlandse politicus voor de Communistische Partij Holland (CPH) en diens opvolger de Communistische Partij van Nederland (CPN).
Schalker was een vooraanstaande communist in het interbellum die vier jaar Tweede Kamerlid was (1933-1937). Aanvankelijk was hij kantoorbediende en later partijfunctionaris (partijsecretaris) van de Communistische Partij van Nederland. Hij zat ook in de gemeenteraden van Delft, Amsterdam en Rotterdam. In de Kamer was hij onder andere woordvoerder voor landbouw en Buitenlandse Zaken. In die functie stelde hij in 1935 onder andere vragen aan de minister van Justitie over de samenwerking tussen de Nederlandse politie en de Gestapo. Ook kwam hij op voor de Joodse, communistische en sociaaldemocratische vluchtelingen uit Duitsland.
Direct na de Duitse bezetting was hij op 16 mei 1940 aanwezig bij een vergadering van een klein aantal topfiguren van de CPN in Den Haag, waarbij besloten werd de legale CPN op te heffen en een ondergrondse CPN op te bouwen. Hij maakte in de oorlog deel uit van de leiding van de illegale CPN tot zijn gevangenneming in november 1943. Gedurende twee korte perioden had hij de leiding over het communistische verzet in de regio Den Haag, die ook bekendstaat als De Vonk-groep. In die periode ging hij vermomd als oude man over straat; de Sicherheitsdienst heeft lang jacht gemaakt op een oude man met grijze baard, gekleed in jacquetjas en met wandelstok. Uiteindelijk werd hij op 14 november 1943 in Utrecht gearresteerd toen hij naar een vergadering van de CPN ging in een woning die inmiddels door de politie bezet was.
Hij werd opgesloten in de gevangenis van Scheveningen (het Oranjehotel) en op 13 januari 1944 op de Waalsdorpervlakte gefusilleerd. In 1946 werd zijn lichaam bij een opgraving gevonden en op de Algemene Begraafplaats Crooswijk officieel bijgezet.

## Familie
Kees Schalker was de vader van Eerste Kamerlid Jan Schalker (eveneens CPN).
- Biografisch Portaal: 74093901
- Parlement.com: vg09ll73mwyy